# Symphurus orientalis
Symphurus orientalis är en fiskart som först beskrevs av Bleeker, 1879.  Symphurus orientalis ingår i släktet Symphurus och familjen Cynoglossidae. Inga underarter finns listade i Catalogue of Life.